# Ежегодный рейтинг израильских песен на иврите
Ежегодный рейтинг израильских песен на иврите (ивр. מצעד הפזמונים העברי השנתי‎) — ежегодный хит-парад на государственном радио Израиля.
Хит-парады проводят:
- Коль Исраэль 1963—1997, далее Израильская корпорация телерадиовещания
- Радио Армии обороны Израиля.

Еженедельные чарты формируются по оценкам слушателей, итоги голосования подводятся на Рош ха-Шана. Итоговый чарт состоит из самых популярных песен года, песня, занявшая первое место, объявляется «Песней года». С 1969 года объявляются победители в нескольких номинациях: «Певец года», «Певица года», «Группа года» и с 1998 года— в номинации «Прорыв года». Итоги израильских хит-парадов являются определяющим фактором в карьере израильских исполнителей, выбравших поп-музыку среди многочисленных направлений музыки Израиля. Рейтинг отражает историю развития израильской поп-музыки от «уличной песни», через шлягеры военных оркестров, песни для Евровидения, галлюциногенные подборки девяностых, баллады и ориентальную поп-музыку начала тысячелетия к израильскому рэпу.

## История

### Рейтинг «Коль Исраэль»
Первым рейтинг начало составлять Коль Исраэль в 1963 году, для этого на канале «Решет Гимел» (ивр. 'רשת ג — «Третий канал») в программе «Легкая волна» транслировались, без разделения, песни на иврите и мировые хиты.
В хит-параде 1963 года песни на иврите уступали по популярности зарубежным хитам. Уличная скандальная Песня района (слова Хаима Хефера, музыка Саши Аргова) вокальной группы Тарнеголим («Петухи») заняла лишь 18-е место. Несмотря на низкий рейтинг по сравнению с мировыми хитами, песня стала явлением, соединившее мюзикл, кабаре, театр движения и певческий коллектив выходцев из военного оркестра, главного элемента израильской музыкальной культуры 60-х годов.
В 1965 году песня-победительница «Израильского фестиваля песни» «Прелестная Айелет» («איילת החן», слова Одеда Бетцера, мелодия Натана Шахара) в исполнении Арика Айнштейна стала победительницей среди песен на иврите в хит-параде Коль Исраэль, сильно отставая от мировых тенденций в музыке, зато получив признание на армейском радио, где она заняла первое место.
В 1966 году «Песней года» стала песня «Telephone Song», переведенная на иврит с английского Яроном Лондоном и исполненная культовым юмористическим трио «Ха-гашаш ха-хивер» (ивр. הגשש החיוור‎, «Бледный следопыт»), в состав которого попали участники распавшейся группы Тарнеголим («Петухи»), в том числе Исраэль Поляков. Традиция чередовать песни с юмористическими скетчами была продолжена.
В первые годы хит-парадов именно Государственные военные оркестры избирались в номинацию «Группа года».
В 1969 году впервые были выделены именно песни на иврите, для которых были созданы категории Песня, певец, певица года. К этому времени музыкальную культуру страны всё ещё определяли военные ансамбли и «Израильский фестиваль песни». В хит-параде Коль Исраэль победила песня «Сам принесёт», исполненная недавно демобилизовавшейся из рядов Военно- Морского Флота Ривкой Зоар, также ставшей лучшей певицей, звезда бронетанковых войск Ави Толедано стал лучшим певцом, военный коллектив Нахаль стал лучшей группой. В период 1969—1997 годы программа на канале «Решет Гимель» называлась Место на вершине, список песен печатался в газете, голосование проводилось по почте.
Семидесятые годы приносят с собой весёлые, попсовые, урбанистические песни. В 1970 году Шломо Арци получает признание в номинации «Певец года», отодвинув вечного конкурента Арика Эйнштейна, которого, однако, выбирает более молодёжная аудитория радио-конкурента Галей Цахал.
1971 год, красивая, светловолосая королевасемидесятых Иланит устанавливает единоличное владение титулом «Певица года» на семь лет подряд (рекорд не побит до сих пор).
С 1973 года Израиль участвует в Евровидении, Иланит становится первым израильским представителем (два раза участвовала в Евровидении). Группа Каверет (ивр. כוורת‎, «Улей») приносит свежее звучание и получает звание «Группа года» на период 1973—1976 годов, а в 1974 году представляет Израиль на Евровидении, как раз во времена, когда свежи воспоминания войны Судного дня.
В 1978 году Иланит в номинации «Певица года» сменяет Хава Альберштейн, «Певцом года» становится Цвика Пик, а сочиненная им песня Ne’esaf Tishrei (נאסף תשרי) превосходит в рейтинге песню-победительницу Евровидения «А-Ба-Ни-Би».
1979 год становится годом песни Алилуйя, выигравшей конкурс Евровидения, её исполнительница Гали Атари побеждает в номинации «Певица года». Победа на Евровидении случается через пару недель после подписания мирных соглашений с Египтом.
В 80-е приходит время рока.
В 1980 году «Певицей года» становится Офра Хаза и удерживает этот титул четыре года подряд, в 1983 году она займёт второе место на Евровидении.
Пока на севере бушует ливанская война 1982 года, в клубах идет война фанатов израильской рок-группы T-Slam и группы Benzin (включая Иегуду Поликера) из Крайот.
В 1984 году на два года воцарятся Ярдена Арази вместо Офры Хазы, фанат Офры обливает платье Ярдены чернилами, Ярдену в 1986 году сменит Рита и поедет на Евровидение.
В 1988 году нарекания вызывает устаревшая система оценки рейтинга, в 1989 году государственный контролёр выдвигает обвинения в предвзятости и призывает к разработке другой системы оценки.
В 1990 году скандал с выбором в номинации «Лучший певец» вызывают китчевые баллады Ури Файнмана, неизвестного и появившегося из ниоткуда певца.
1991 год. Группа «Временное здравомыслие» (Shfiyut Zmanit, ивр. שפיות זמנית‎) выпускает свой единственный хит — депрессивную песню «Последнее лето», и собирает титулы, превосходя группу «Этникс» (первое название Москва), королеву израильских хит-парадов девяностых.
1994 год. Радио пытается трансформироваться, а вместе с ним и ежегодный парад, транслируемый по первому каналу израильского телевидения, ведь продажи записей Шломо Арци, Давида Броза,Боаза Шараби и даже Ури Файнмана больше, чем у певца года Авива Гефена, а Ехудит Равиц, Ахиноам Нини и Рики Галь продали и исполнили больше, чем певица года Шарон Хазиз.
1998 год. Дана Интернэшнл вошла в историю и стала первым транссексуалом, завоевавшим почетное звание «Певица года» на обоих радио благодаря хиту «Дива» (автор Цвика Пик) и победе на Евровидении.
2001. Между конкурирующими чартами были зафиксированы большие разрывы в выборе песни года, хотя другие номинации совпали(Аркадий Духин, Сарит Хадад и группа Типекс). Песня «Let’s Go Home Muti», выбранная на «Решет Гимел» в качестве песни года, заняла 16-е место на ставшем более популярном, особенно среди молодёжи, радио Гальгалац, слушатели которого предпочли «Сидя в кафе» Типекс. В 2007 году группа Типекс представляла Израиль на Евровидении.
2003. Идан Райхель, мужчина с дредами, доминировал в номинациях. Его этнический проект выиграл в номинации Песня года, стал Группой и открытием года. При этом Идан Райхель отсутствовал на конкурирующем Гальгалац. Иегуда Поликер (англ.) был коронован певцом года, нашлись недоумевающие по поводу избрания Даны Бергер певицей года.
С 2004 года на канале Кан Гимель, преемнике Решет Гимель, в программе «Израильский парад», слушатели начинают оценивать песни через интернет. В 2004 году участник «Кохав нолад», композитор и автор патриотических песен Шай Гебсо, чья песня «День и ещё два» была выбрана песней года на обоих парадах, стал певцом и открытием года, Майе Бускиле было присвоено звание «певица года», как на военных, так и на гражданских хит-парадах.
В 2005 году появляется израильский поставщик услуг по мониторингу и медиа-исследованиям для музыкальной и рекламной индустрии Media Forest, в настоящее время публикующий свои недельные хит-парады в интернет-издании Мако  (см. последний недельный хит-парад, с 2023 года учитывается YouTube, Spotify, Apple Music и часы пик музыкальных станций на радио. Никаких голосов и никаких манипуляций).
В 2011 году «Прорывом года» становится Идан Амеди , а его песня «Боль воинов» (כאב של לוחמים, Кеэв шель лохами́м) о пост-травме солдат становится Песней года.
В 2021 году песня года «Сумасшедший дом» (בית משוגעים) совпала с рейтингом популярного стримингового сервиса Spotify и радио Гальгалац.
10 февраля 2022 года стартовала новая музыкальная программа Десятка (ивр. העשירייה‎) на канале «Кан Гимель», учитывающая не только голосование слушателей и зрителей, но и результаты соцсетей. Именно в этой программе было объявлено, что песней года стала «Дувшания» (ивр. דובשניה‎, «Гибискус»), певцом года стал Эден Хасон, певицей года Ноа Кирель, группой года Doli & Penn, прорывом года певец Ави Авороми. После пяти лет обладания титулом «Группа года» дуэт Статик и Бен Эль Тавори уступили своё место дуэту Доли и Пенн. Рэпер Шахар Соул, исполнитель песни «Дувшания» был номинирован на Представителя Израиля на MTV Europe Music Awards, но проиграл Ноа Кирель.
2023— (кан гимель и тик-ток) Песня года Unicorn, Певица года  Ноа Кирель, Певец года Статик, Прорыв года Нес и Стила (ивр. נס וסטילה‎), тик-ток песня года Маленькая сумочка (ивр. תיק קטן‎),  группа года Доли и Пенн.

#### Победители с 1969 года
| Год  | Песня года | Певец года             | Певица года      | Группа года                             | Прорыв года (c 1998)                |
| ---- | --- | ---------------------- | ---------------- | --------------------------------------- | ----------------------------------- |
| 1969 | «Сам принесёт» (על כפיו יביא) — Ривка Зоар (Йорам Тахарлев, Яир Розенблюм)                                                             | Ави Толедано           | Ривка Зоар       | Нахаль                                  |                                     |
| 1970 | «Внезапно сейчас, внезапно сегодня» (Pit’om Achshav, Piton HaYom,פתאום עכשיו, פתאום היום) — Шломо Арци (Tirza Atar, Ya’akov Hollander) | Шломо Арци             | Ривка Зоар       | Военно-морской оркестр                  |                                     |
| 1971 | Сладко-сладко (Matok Matok, מתוק מתוק) — Оркестр Северного военного округа (Ilan Goldhirsh, Ilan Mochi’ach)                            | Sassi Keshet           | Иланит           | Оркестр Южного военного округа          |                                     |
| 1972 | HaYom HaYom (היום היום) — Central Command Trio (Dudu Barak, Moni Amarillio)                                                            | Шломо Арци             | Иланит           | Aharit Hayamim и Военно-морской оркестр |                                     |
| 1973 | HaMagafayim Shel Barukh (המגפיים של ברוך) — Каверет (Danny Sanderson, Alon Olearchik, Menachem Zilberman)                              | Шломо Арци             | Иланит           | Каверет                                 |                                     |
| 1974 | «Я отдал ей свою жизнь» (Ната́ти ла хая́й, נתתי לה חיי) — Каверет (Danny Sanderson, Alon Olearchik)                                      | Шломо Арци             | Иланит           | Каверет                                 |                                     |
| 1975 | Golyat (גוליית) — Каверет (Alon Olearchik, Danny Sanderson)                                                                            | Yigal Bashan           | Иланит           | Каверет                                 |                                     |
| 1976 | Rutzi Shmulik (רוצי שמוליק) — Ariel Zilber (Shmulik Chizik)                                                                            | Ariel Zilber           | Иланит           | Каверет                                 |                                     |
| 1977 | Slichot (סליחות) — Yehudit Ravitz (Леа Гольдберг, Oded Lerer)                                                                          | Цвика Пик              | Иланит           | HaAchim VeHaAchayot                     |                                     |
| 1978 | Ne’esaf Tishrei (נאסף תשרי) — Цвика Пик (Натан Йонатан, Цвика Пик)                                                                     | Цвика Пик              | Хава Альберштейн | Группа не выбрана                       |                                     |
| 1979 | «Аллилуйя» (הללויה) — группа Халав у-Дваш" (ивр. חלב ודבש‎ — «Молоко и мёд») (Shimrit Or, Kobi Oshrat)                                  | Цвика Пик              | Гали Атари       | Газоз                                   |                                     |
| 1980 | Galgal Anak (גלגל ענק) — Халав у-Дваш (Shimrit Or, Kobi Oshrat)                                                                        | Цвика Пик              | Офра Хаза        | Халав у-Дваш                            |                                     |
| 1981 | Lir’ot Ota HaYom (לראות אותה היום) — T-Slam (Danni Bassan, Yair Nitzani, Yoshi Sade, Tzuf Philosof, Izhar Ashdot)                      | Шломо Арци             | Офра Хаза        | T-Slam                                  |                                     |
| 1982 | «Пятница» (Yom Shishi, יום שישי) — Benzene (Ya’akov Gilad, Иегуда Поликер)                                                             | Yigal Bashan           | Офра Хаза        | Benzene                                 |                                     |
| 1983 | Hi (חי) — Офра Хаза (Ehud Manor, Ави Толедано)                                                                                         | David Broza            | Офра Хаза        | T-Slam                                  |                                     |
| 1984 | Tirkod (תרקוד) — Шломо Арци (Шломо Арци)                                                                                               | Шломо Арци             | Ярдена Арази     | Benzene                                 |                                     |
| 1985 | Anachnu Nish’arim Ba’Aretz (אנחנו נשארים בארץ) — Kmo Tzo’ani (Yigal Bashan, Uzi Hitman)                                                | Alon Olearchik         | Ярдена Арази     | Tango                                   |                                     |
| 1986 | Shvil HaBricha (שביל הבריחה) — Рита (Michal Brant, Rami Kleinstein)                                                                    | Шломо Арци             | Рита             | Машина                                  |                                     |
| 1987 | Ba’a Me’Ahava (באה מאהבה) — Ехудит Равиц (Yaakov Rotblit, Ехудит Равиц)                                                                | Адам                   | Ярдена Арази     | Машина                                  |                                     |
| 1988 | Mitzta’er (מצטער) — Адам (Rachel Shapira, Izhar Ashdot)                                                                                | Адам                   | Ярдена Арази     | Машина                                  |                                     |
| 1989 | Rikud HaMechona (ריקוד המכונה) — Машина (Shlomi Bracha)                                                                                | Danny Robas            | Рита             | Машина                                  |                                     |
| 1990 | Tzai’ri Lach Safam (ציירי לך שפם) — Noar Shulayim (Mikiyagi, Dudi Levi, Aran Amir, Kobi Pitero, Roee Shaked)                           | Ури Файнман            | Si Heiman        | Noar Shulayim                           |                                     |
| 1991 | HaKayitz Ha’Acharon (הקיץ האחרון) — Shfiyut Zmanit (Max Gat Mor)                                                                       | Gidi Gov               | Etti Ankri       | Этникс                                  |                                     |
| 1992 | Ahava Ktzara (אהבה קצרה) — Meir Banai (Meir Banai)                                                                                     | Meir Banai             | Гали Атари       | Этникс                                  |                                     |
| 1993 | Jessica (ג'סיקה) — Ethnix[en] feat. Yevgeni Shapovalov (Ze’ev Nechama, Tamir Kalinski)                                                 | Авив Гефен             | Etti Ankri       | Этникс                                  |                                     |
| 1994 | Ha’im Lihiot Bach Me’ohav (האם להיות בך מאוהב) — Авив Гефен (Авив Гефен)                                                               | Авив Гефен             | Sharon Haziz     | Этникс                                  |                                     |
| 1995 | Tapuchim VeTmarim (תפוחים ותמרים) — Rami Kleinstein (Eitan Nahmias Glass, Rami Kleinstein)                                             | Rami Kleinstein        | Дана Интернэшнл  | Avtipus                                 |                                     |
| 1996 | Shnayim (שניים) — Шломо Арци и Рита (Шломо Арци)                                                                                       | Шломо Арци             | Рита             | Этникс                                  |                                     |
| 1997 | Kol Ma SheTirtzi (כל מה שתרצי) — Rami Kleinstein (Rami Kleinstein)                                                                     | Эяль Голан             | Iggy Waxman      | Teapacks                                |                                     |
| 1998 | D’maot (דמעות) — Eyal Golan (Ze’ev Nechama, Tamir Kalinski)                                                                            | Эяль Голан             | Дана Интернэшнл  | Hi-Five                                 | Ben Artzi                           |
| 1999 | Ze Kol HaKesem (זה כל הקסם) — Nimrod Lev & Orli Perl (Nimrod Lev)                                                                      | Эяль Голан             | Сарит Хадад      | Knesiyat HaSekhel                       | Nimrod Lev                          |
| 2000 | У каждого есть (לכל אחד יש, Ле коль эхад еш) — Shlomi Shabat & Lior Narkis (Uzi Hitman, Shlomi Shabat)                                 | Шломо Арци             | Dana Berger      | Teapacks                                | Uri Banai                           |
| 2001 | Yalla, Lech HaBayta Moti (יאללה לך הביתה מוטי) — Sarit Hadad (Kobi Oz)                                                                 | Аркадий Духин          | Сарит Хадад      | Teapacks                                | Tal Segev                           |
| 2002 | Darkenu (דרכנו) — Hani Furstenberg & Sarit Vino-Elad (Yaakov Rotblit, Izhar Ashdot)                                                    | Шломо Арци             | Сарит Хадад      | Этникс                                  | Muki                                |
| 2003 | «Если придёшь» (Im Telech (ивр. אם תלך)‎ — Проект Идана Райхеля (Идан Райхель)                                                          | Иехуда Поликер (англ.) | Дана Бергер      | Проект Идана Райхеля                    | Проект Идана Райхеля                |
| 2004 | «День и ещё два» (Yom Ve’Od Yomayim, (ивр. יום ועוד יומיים‎) — Шай Гебсо (Шай Гесо)                                                     | Эхуд Банай             | Майя Бускила     | Hadag Nahash                            | Шай Габсо                           |
| 2005 | HaSheket SheNish’ar (השקט שנשאר) — Шири Маймон (Pini Aharonbayev, Eyal Shachar)                                                        | Ivri Lider             | Шири Маймон      | Проект Идана Райхеля                    | Мири Месика                         |
| 2006 | Вэ ат (ואת, «И ты») — Харель Скаат (Keren Peles)                                                                                       | Харель Скаат           | Keren Peles      | Beit HaBubot                            | Keren Peles                         |
| 2007 | Achshav Ata Chozer BeChazara (עכשיו אתה חוזר בחזרה) — Miri Mesika (Erik Berman)                                                        | Erik Berman            | Мири Месика      | Synergia                                | Erik Berman                         |
| 2008 | Hozeh Otach Muli (הוזה אותך מולי) — Эяль Голан (Yossi Ben-David, Kyriakos Papadopoulos)                                                | Эяль Голан             | Keren Peles      | Ran Danker & Ilai Botner                | Alma Zohar                          |
| 2009 | Ze Ani (זה אני) — Эяль Голан (Yossi Gispan, Kyriakos Papadopoulos)                                                                     | Эвьятор Банай          | Сарит Хадад      | Проект Идана Райхеля                    | Dor Daniel                          |
| 2010 | Tagidu La (תגידו לה) — Дуду Аарон (Dudu Aharon, Konstantinos Pantzis)                                                                  | Дуду Аарон             | Roni Dalumi      | Hadag Nahash                            | Daniela Spector                     |
| 2011 | «Боль воинов» (כאב של לוחמים, Кеэв шель лохами́м) — Идан Амеди (Идан Амеди)                                                             | Эяль Голан             | Мири Месика      | Shiri Maimon & Shimon Bouskila          | Идан Амеди                          |
| 2012 | Zikukim (זיקוקים) — Моше Перец (Tal Raviv, Shmulik Noifeld)                                                                            | Харель Скаат           | Мири Месика      | Этникс                                  | Илай Ботнер и группа «Ялдей ха-хуц» |
| 2013 | «Всё кончено» (ивр. נגמר‎, Нигмар) — Идан Амеди (Идан Амеди)                                                                            | Идан Амеди             | Ярдена Арази     | Илай Ботнер и группа «Ялдей ха-хуц»     |                                     |
| 2014 | «Упражнение пробуждения» (ивр. תרגיל בהתעוררות‎, «Тарги́ль бе хиторэру́т») — Шломи Шабан и Хава Альберштейн (Шломи Шабан)                 | Muki                   | Dikla            | Monica Sex                              | Yuval Dayan                         |
| 2015 | Golden Boy — Nadav Guedj (Doron Medalie)                                                                                               | Шимон Бускила          | Dikla            | Ilai Botner VeYaldey HaChutz            | Nadav Guedj                         |
| 2016 | Сильсулим (סלסולים) - Статик и Бен Эль Тавори (Лираз Руссо, Бен Эль Тавори)                                                            | Идан Райхель           | Dikla            | Café Shahor Hazak                       | Avior Malasa                        |
| 2017 | Tavo’i HaYom (תבואי היום) — Эяль Голан (Avi Ohayon, Matan Dror)                                                                        | Эяль Голан             | Eden Ben Zaken   | Статик и Бен Эль Тавори                 | Moti Taka                           |
| 2018 | Toy — Нета Барзилай (Doron Medalie, Stav Beger)                                                                                        | Омер Адам              | Нета Барзилай    | Статик и Бен Эль Тавори                 | Стефан Легар                        |
| 2019 | «Ясу» (יאסו) — Статик и Бен Эль Тавори, Эден Бен Закен, Стефан Легар (Статик, Джорди, Стефан Легар)                                    | Омер Адам              | Эден Бен Закен   | Статик и Бен Эль Тавори                 | Jonathan Mergui                     |
| 2020 | «Если хочешь» (אם תרצי) — Ханан Бен Ари (Ханан Бен Ари)                                                                                | Ханан Бен Ари          | Ноа Кирель       | Статик и Бен Эль Тавори                 |                                     |
| 2021 | «Сумасшедший дом» (בית משוגעים)— Ран Данкер (Джорди, Рон Битон)                                                                        | Ханан Бен Ари          | Ноа Кирель       | Статик и Бен Эль Тавори                 |                                     |
| 2022 | «Дувшания» (ивр. דובשניה‎, «Гибискус»), Шахар Соул, Агам Бухбут, Норуз .                                                                | Эден Хасон             | Ноа Кирель       | Доли и Пенн                             | Ави Авороми                         |
| 2023 | Unicorn | Статик                 | Ноа Кирель       | Доли и Пенн                             | Нес и Стила (ивр. נס וסטילה‎         |

### Рейтинг «Радио Армии обороны Израиля»
Радио Армии обороны Израиля начало составлять свой хит-парад в 1964 году, назвав его «Ми-шелану» (ивр. משלנו‎), «Кто наш») и первым победителем парада стала песня «Любовь Строителей» («אהבת פועלי הבניין») в исполнении Трио Гешер ха-Яркон («Трио Моста Яркон»), в составе которого пел Арик Айнштейн. У конкурентов, на «Решет Гимел», песня заняла лишь 18 место. В 1967 году впервые были отделены песни на иврите.
В 1967 году, вопреки ожиданиям, на параде отсутствовал хит «Золотой Иерусалим», гимн Шестидневной войны. Песней года стала «Rain Rain Come» группы Нахаль. Военные оркестры превратились в поп-группы, объединив аккордеон с барабанами и бас-гитарой.
В 70-е годы армейское радио получало по 2000 открыток еженедельно.
В период 1986—1997 годы хит-парад не проводился из-за мировых тенденций определять рейтинг продажами, а не голосованием слушателей.
В 1998 году хит-парад начали проводить на радио Гальгалац, голоса учитывали по смс-сообщениями по телефону. Представители средиземноморской музыки выступили против результатов голосования, так как Эяль Голан занял лишь четвёртое место в конкурсе на звание «Певец Года», а Сарит Хадад стала только третьей среди певиц (Певица года — Дана Интернэшнл).
В 2005 году программа, определяющая рейтинг песен на «Гальгалац», стала называться «Один за другим» (ивр. אחד אחד‎).
Начиная с 2013 года было принято решение об отмене номинаций «Песня года», «Певец года», «Певица года», «Группа года», «Открытие года» в ежегодном параде Гальгальц. Вместо этого введены номинации «Люди года в музыке» и «Прорыв года».
У официального парада Гальгалац есть свои рекордсмены, 16 недель на первом месте —песня «Аллилуйя» (הללויה) в исполнении группы Халав у-Дваш" и 14 недель непрерывно—"Нулевые усилия" (אפס מאמץ) в исполнении дуэта Статик и Бен Эль Тавори при участии Неты Барзилай.
В 2023 песня Евровидения «Unicorn» («Единорог») стала песней года, Ноа Кирель стала певицей года (четвёртый раз подряд), прорыв года певица Атара Орайя.